# Asteroidea
La classe Asteroidea comprende quegli echinodermi (invertebrati) detti asteroidei, comunemente conosciuti sotto il nome di stelle marine.

## Habitat
Le stelle marine sono presenti in tutti i mari del mondo e in quelli tropicali si trovano le più appariscenti.

## Caratteristiche morfologiche
A una prima approssimazione la simmetria può essere definita pentamera osservando le cinque braccia, invece si tratta di una simmetria pentamera secondaria, perché derivata da un'originaria simmetria bilaterale vera e propria, la simmetria originaria di tutti gli Echinodermi. La simmetria degli Asteroidea è in realtà una simmetria raggiata data dalla presenza delle piastrelle madreporiche, un'apertura dell'apparato acquifero posta in posizione eccentrica, sul lato dell'animale rivolto verso l'alto.
La maggior parte delle stelle marine ha tipicamente cinque raggi, o braccia, che si diramano da un disco centrale. Molte specie presentano frequentemente sei o più raggi. Molti gruppi Asteroidei, come le Solasteridae, hanno tra 10 e 15 braccia, mentre altre specie, come l'antartico Labidiaster annulatus, ne possono avere fino a 50. Non è raro per specie che normalmente hanno 5 raggi presentarne di più per difetti di sviluppo.
Le stelle marine non devono essere confuse con le cosiddette stelle serpentine, che a una prima occhiata sono simili agli Asteroidea, ma in realtà appartengono alla classe Ophiuroidea. È facile distinguere un Asteroideo da un Ofiuroideo basandosi sull'osservazione di pochi caratteri morfologici esterni:
- forma delle braccia: piuttosto tozza negli Asteroidei; più stretta e allungata negli Ofiuroidei;
- sezione trasversale delle braccia: appiattita negli Asteroidei; circolare negli Ofiuroidei;
- disco centrale: negli Asteroidei è in continuità diretta con le braccia mentre negli Ofiuroidei ne è nettamente distaccato.

## Anatomia

Sezione di una Asterias rubens
1 Stomaco pilorico
2 Intestino
3 Ghiandola rettale
4 Canale petreo
5 Madreporite
6 Canale pilorico
7 Ceco pilorico
8 Stomaco cardiaco
9 Gonade
10 Solco ambulacrale
11 Ampolla ambulacrale

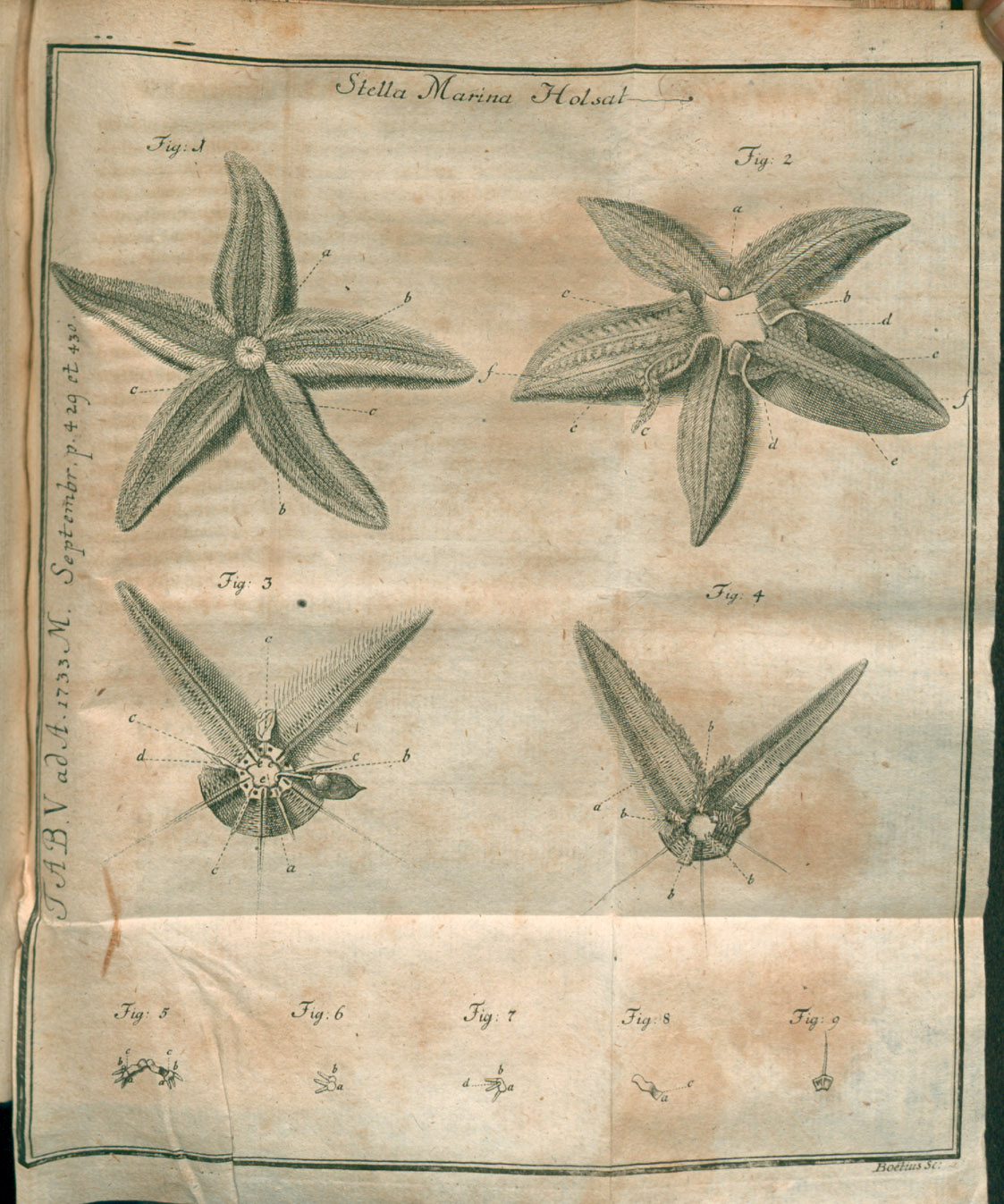
La stella marina in una tavola del 1733 tratta dagli Acta Eruditorum

Il corpo degli Asteroidei è ricoperto da una teca fatta da piastre abbastanza ravvicinate l'una all'altra. Come in tutti gli altri Echinodermi, la teca è di origine mesodermica (dermascheletro) ed è ricoperta da un sottile strato di epidermide ectodermica. Si possono individuare un lato orale e un lato aborale. Il lato orale è rivolto verso il substrato e presenta la bocca; il lato aborale è rivolto verso l'alto e vi si trovano il madreporite e l'ano.
L'apparato acquifero è molto sviluppato; ha origine dal celoma ed è costituito da:
- un anello periesofageo
- cinque canali radiali, che si dipartono dall'anello centrale e seguono l'andamento delle braccia.

Sui canali radiali sono presenti tanti piccoli pedicelli ambulacrali, che attraversano le piastre del dermascheletro ed escono al di fuori del corpo dell'animale solo sul lato orale, prendendo quindi contatto col substrato. Ai pedicelli ambulacrali sono collegate delle piccole ampolle con muscoli; questi muscoli permettono di pompare acqua dalle ampolle ai pedicelli e viceversa di far fluire nuovamente acqua dai pedicelli alle ampolle. In questo modo i pedicelli acquistano e perdono rispettivamente turgore e possono così essere usati per la deambulazione dell'animale, da cui il nome di pedicelli ambulacrali. L'apparato acquifero ha anche altre funzioni, in particolare escrezione e osmoregolazione. L'apertura dell'apparato acquifero è il madreporite, posto sul lato aborale.
La stella marina manca di un cervello centralizzato, ha un sistema nervoso complesso con un anello nervoso intorno alla bocca e un nervo radiale che corre lungo la regione ambulacrale di ciascun braccio, parallelo al canale radiale. Il sistema nervoso periferico è costituito da due reti nervose: un sistema sensoriale nell'epidermide e un sistema motorio nel rivestimento della cavità celomatica, collegati per mezzo dei neuroni che passano attraverso il derma. I nervi ad anello e i nervi radiali hanno componenti sensoriali e motori e coordinano l'equilibrio e i sistemi direzionali. La componente sensoriale riceve input dagli organi sensoriali mentre i nervi motori controllano la muscolatura dei pedicelli ambulacrali. La stella marina non ha la capacità di pianificare le sue azioni. Se un braccio rileva un odore attraente, diventa dominante e temporaneamente supera le altre braccia per iniziare il movimento verso la preda. Il funzionamento di questo meccanismo non è completamente compreso.

## Inquinamento

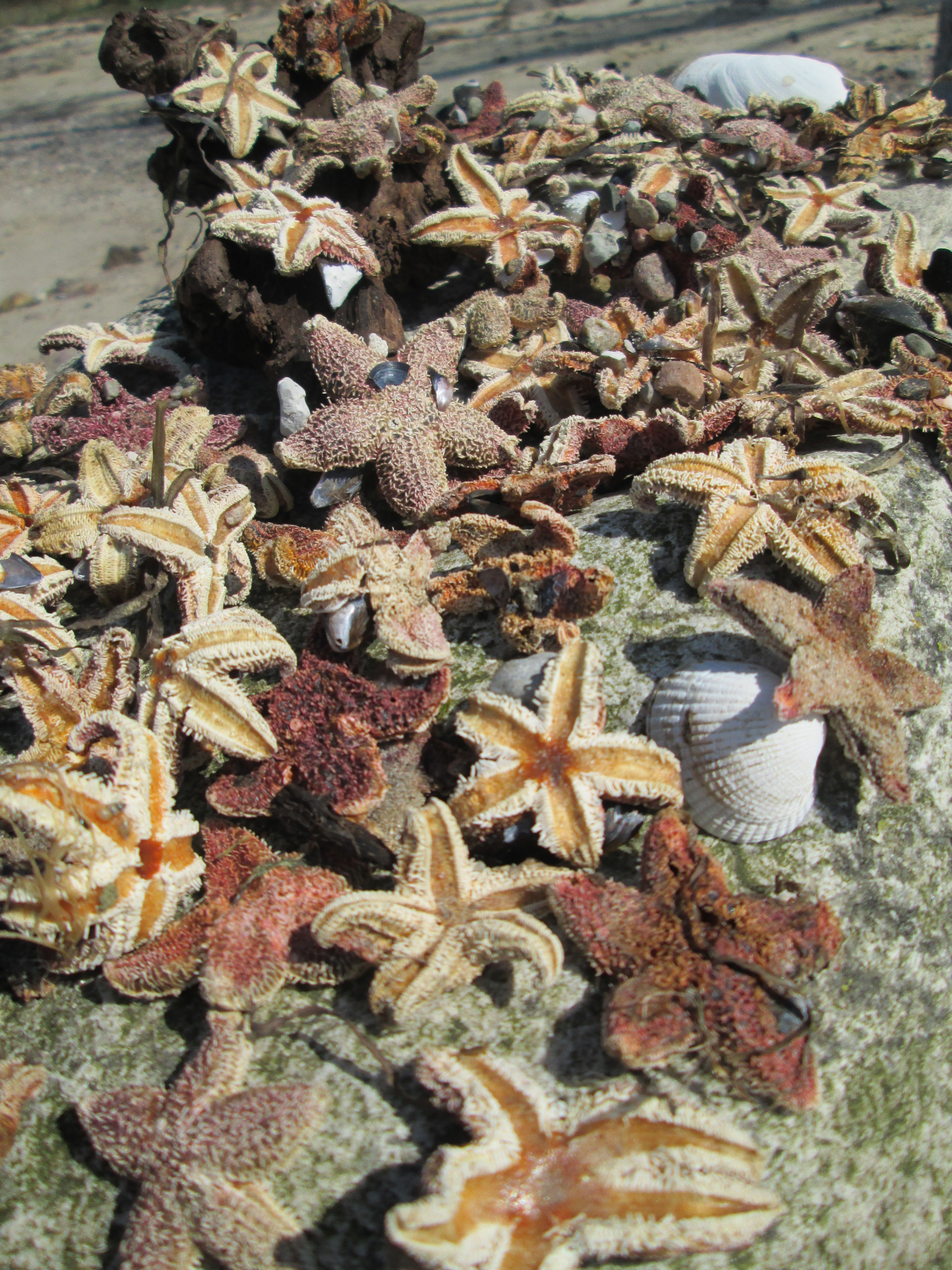
Asteroidea da Mar Baltico

A causa della configurazione del sistema vascolare, le stelle marine e gli altri echinodermi non sono in grado di filtrare le tossine e gli agenti inquinanti che risiedono nell'acqua risultando così particolarmente vulnerabili alle contaminazioni dell'ambiente marino. L'inquinamento da petrolio come nel caso della Deepwater Horizon, potrebbe aver avuto un pesante impatto sulle popolazioni di echinodermi nelle zone colpite dal disastro

## Alimentazione
La stella marina passa la maggior parte della sua giornata in cerca di cibo. Può ingoiare piccole prede intere e alcune possono rovesciare lo stomaco all'esterno della bocca, aderire ad animali anche grandi e digerirli esternamente. Le sue prede preferite sono piccoli crostacei e molluschi, come le cozze e anche ricci. Con le sue forti zampe la stella marina riesce ad aprire il guscio delle conchiglie più resistenti e a cibarsene. Non ha nemici fra i predatori ma è vittima dei parassiti. La stella marina è uno degli abitanti più voraci dei fondali.

## Sistematica

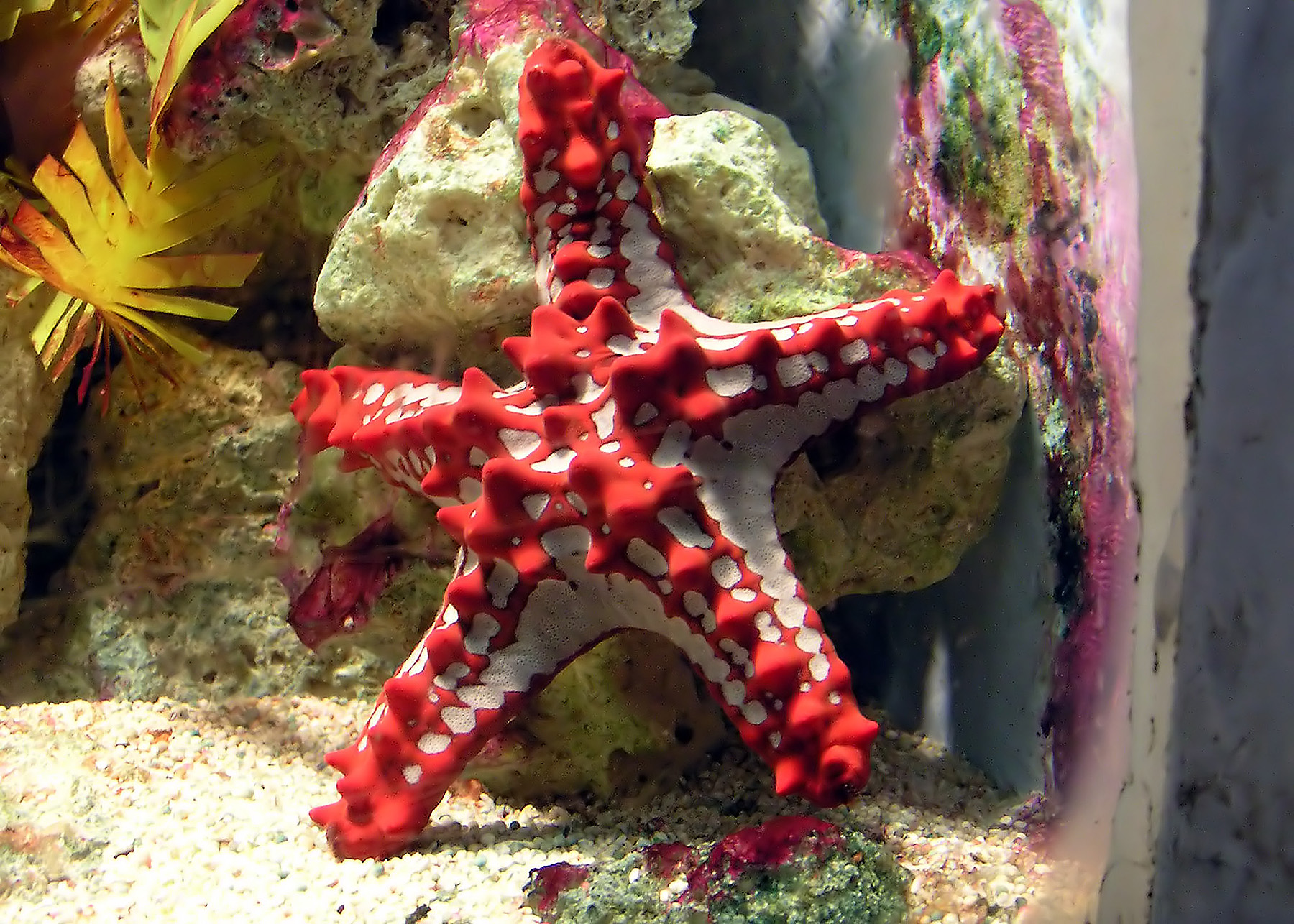
Stella marina dai corni rossi (Protoreaster linckii), fotografata nell'acquario di Bristol.

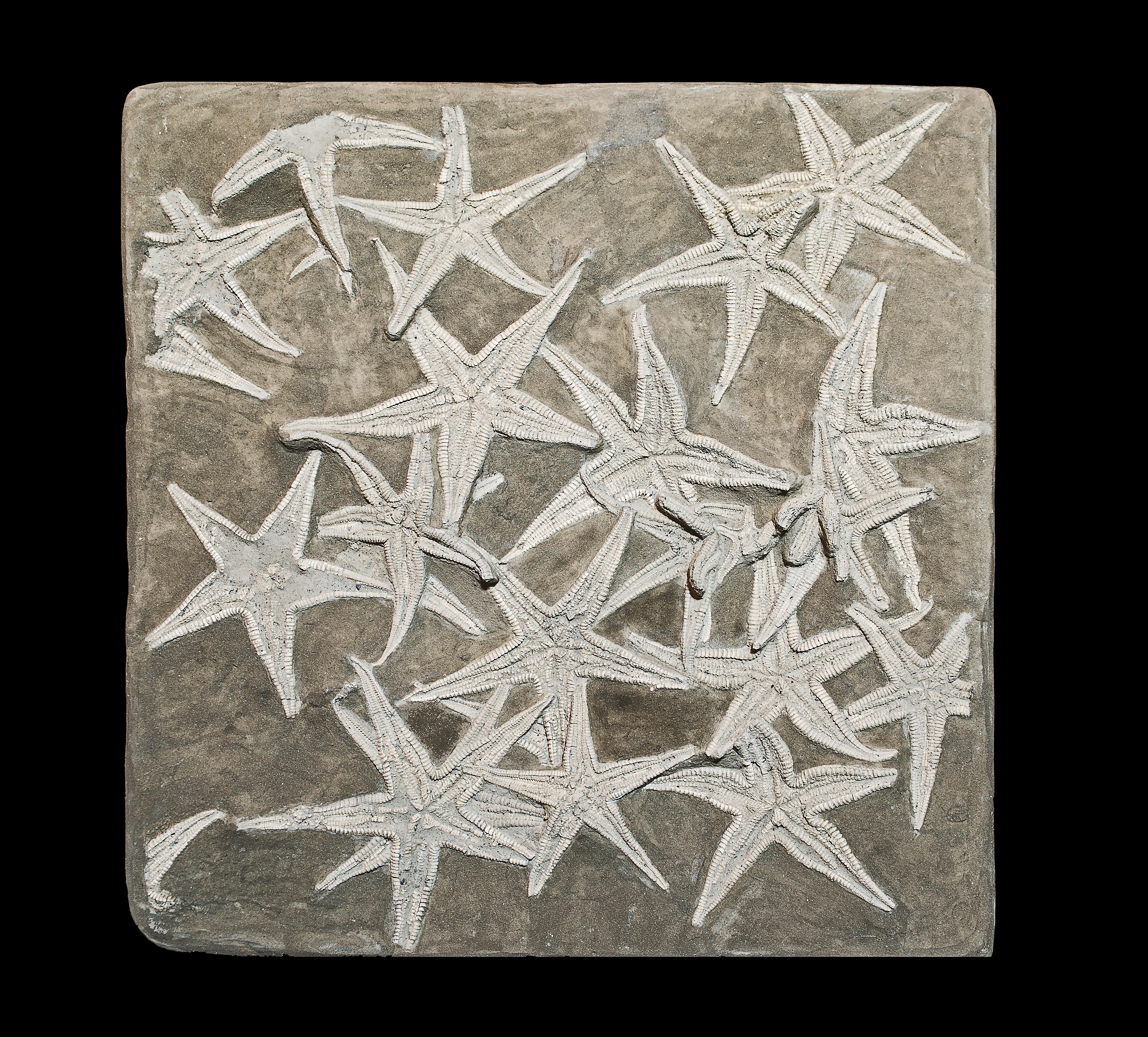
Astropecten lorioli - Una specie del Giurassico.

La classe degli Asteroidea viene suddivisa nei seguenti ordini:
- Brisingida Downey, 1986
- Forcipulatida H. E. S. Clark, 1963
- Notomyotida Ludwig, 1910
- Paxillosida Perrier, 1884
- Peripoda Baker, Rowe & Clark, 1986
- Platyasterida Spencer, 1951
- Spinulosida Perrier, 1884
- Valvatida Perrier, 1884

## Galleria d'immagini

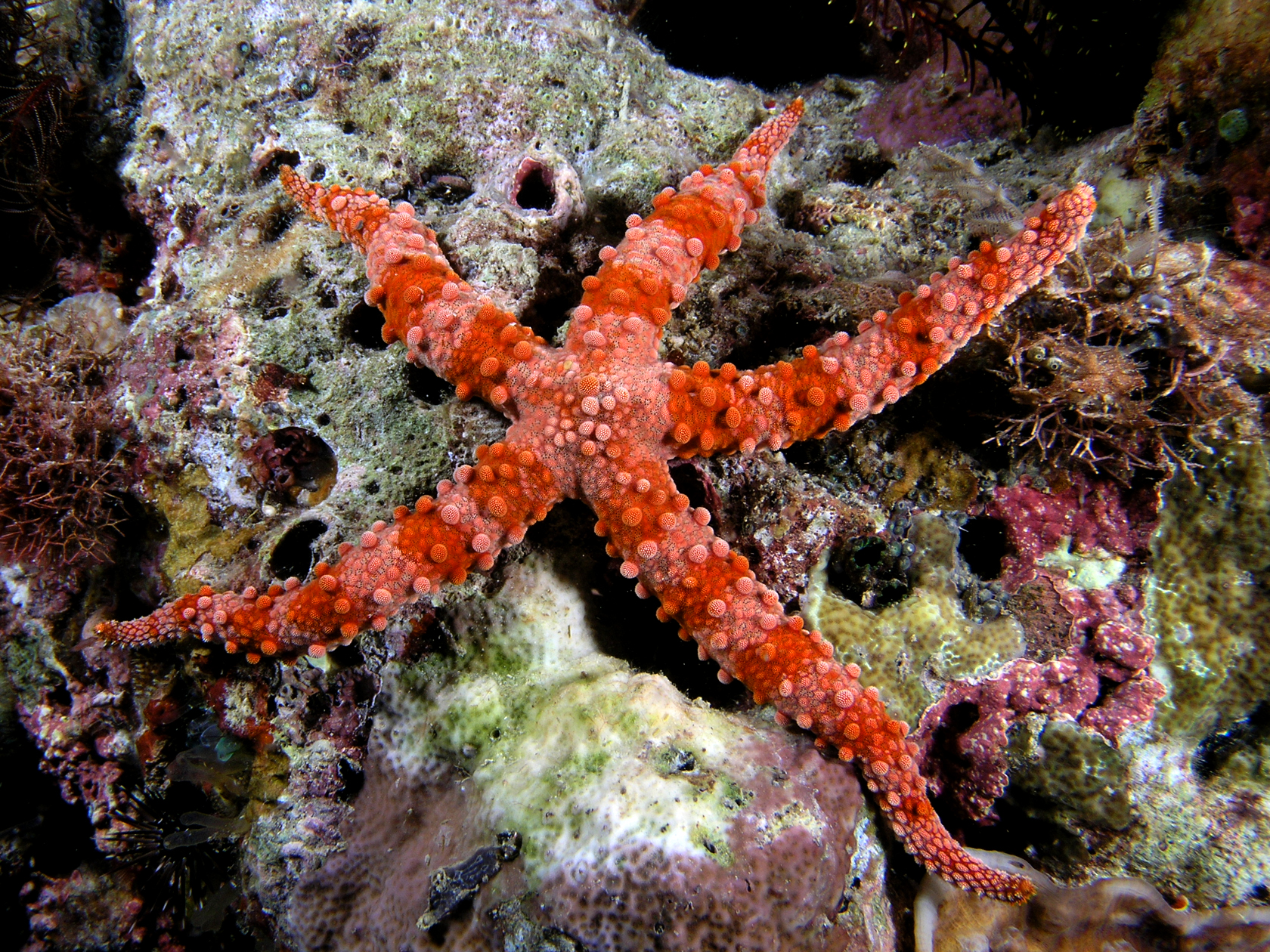
Grande stella marina rossa trovata nel Parco nazionale di Komodo, Indonesia.
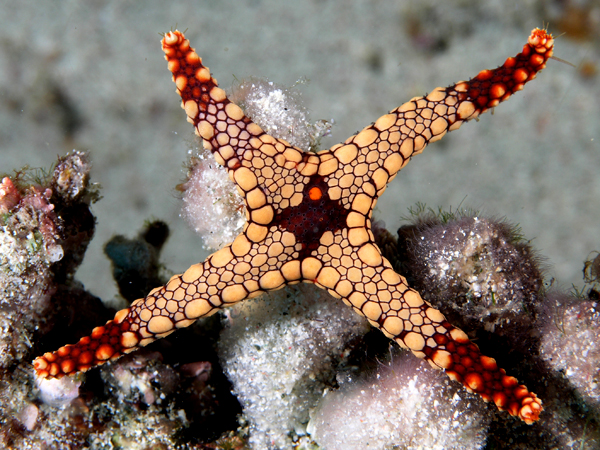
Stella marina nel Parco nazionale di Komodo, Indonesia.
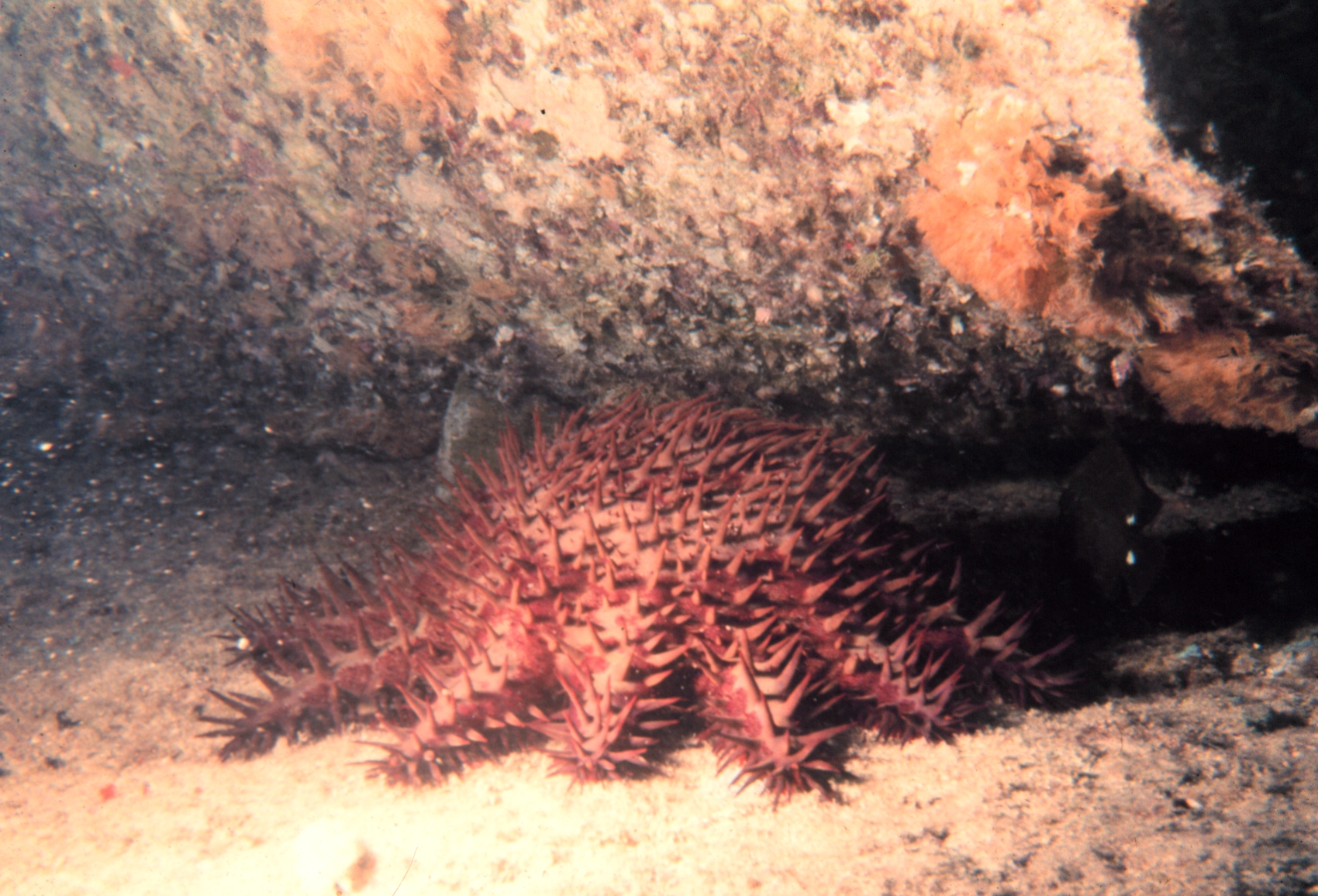
Stella Corona di spine da Timor Est.
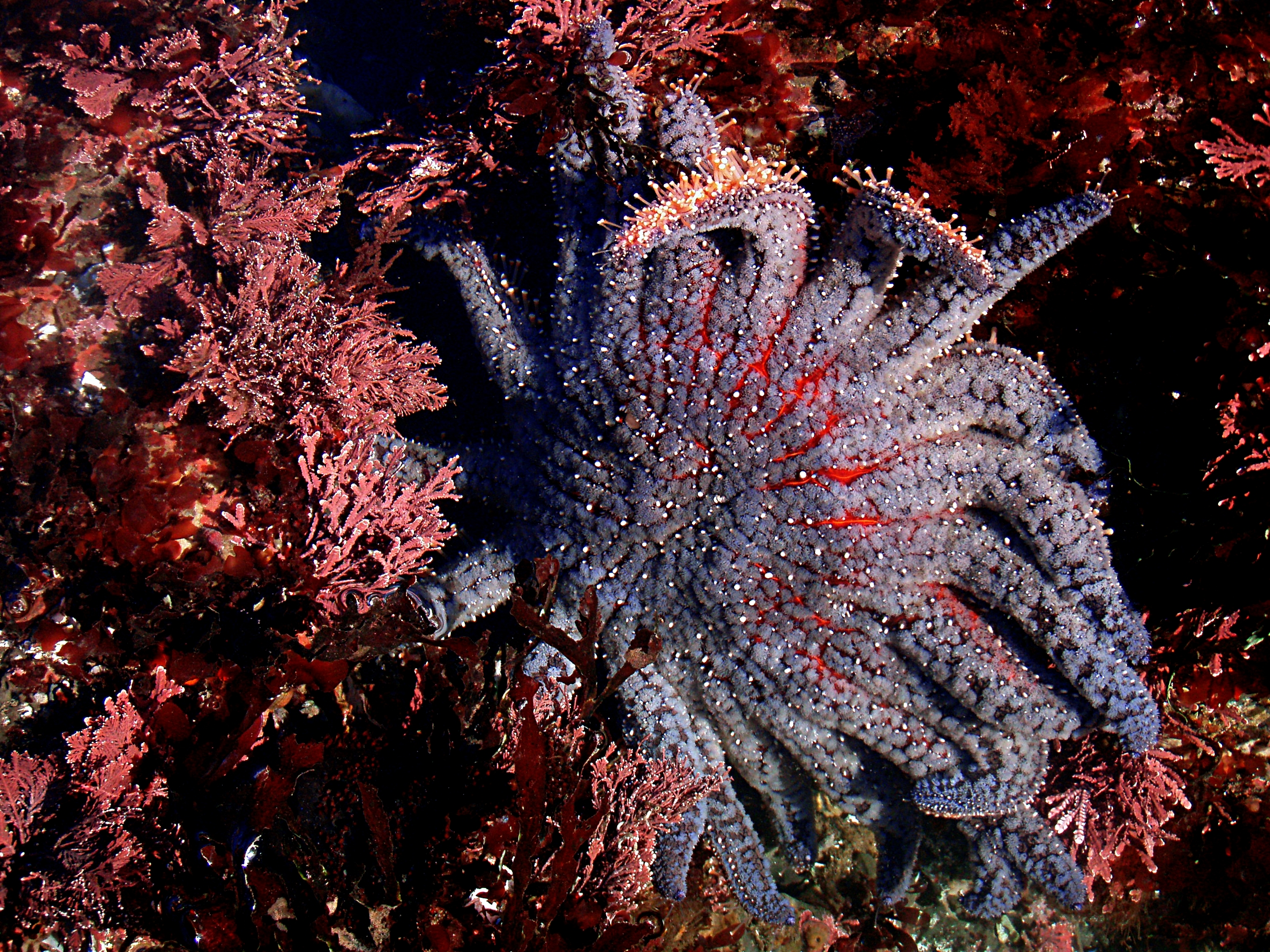
Pycnopodia helianthoides in una pozza di marea in California.
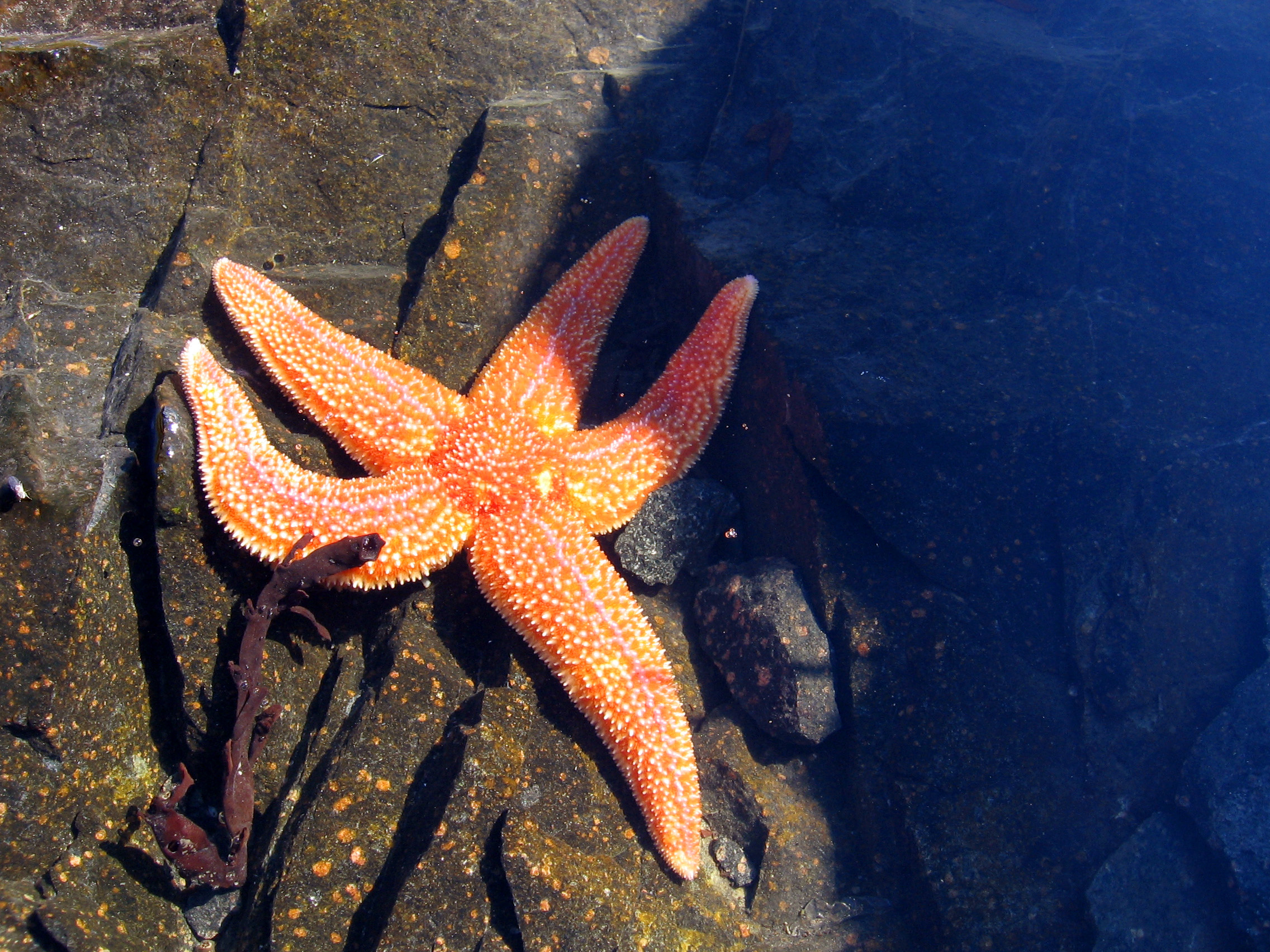
Stella marina del Mar Bianco, Russia.
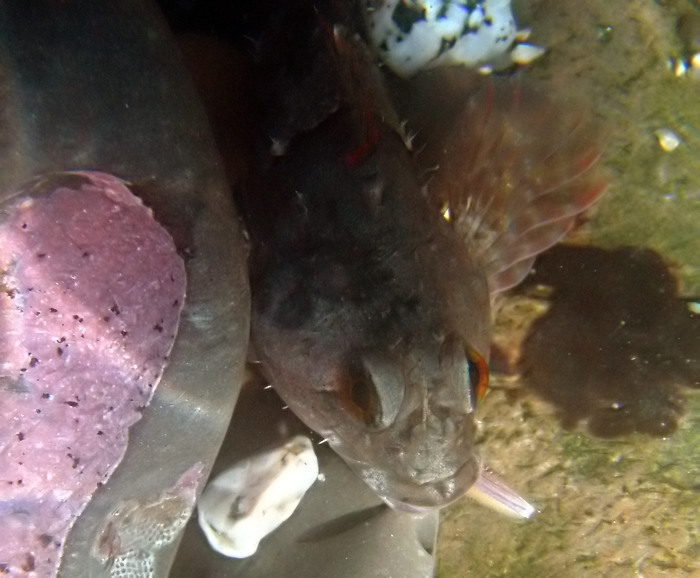
Cottidae di una pozza di marea che mangia una Leptasterias hexactis.
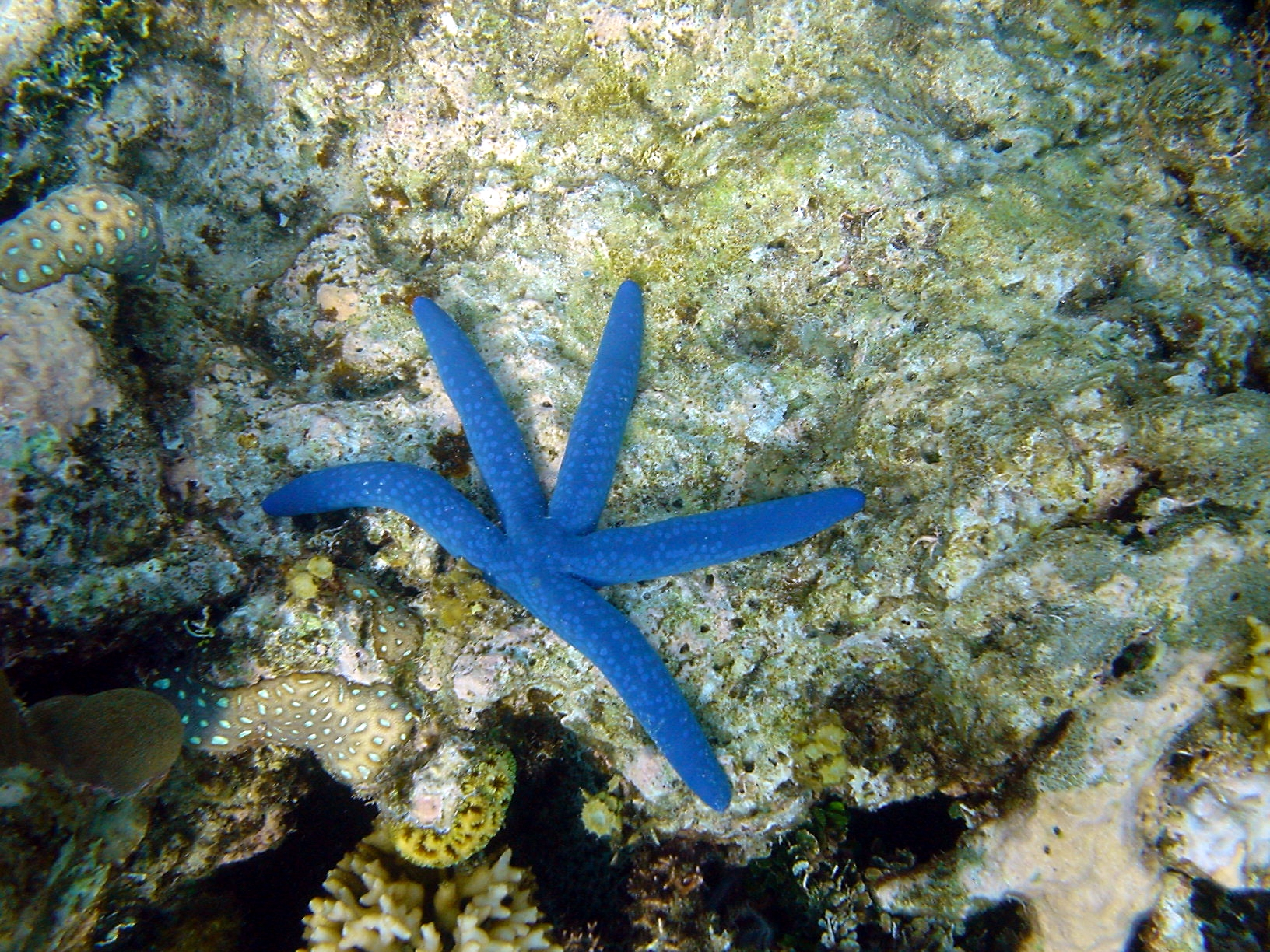
Stella marina blu in Papua Nuova Guinea.
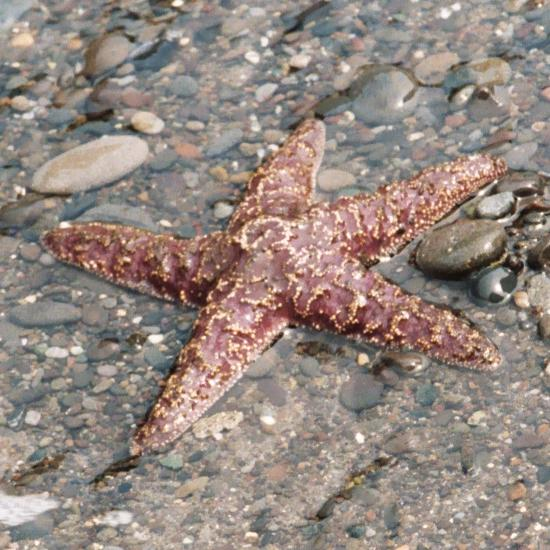
Pisaster ochraceus, sulla spiaggia del Parco nazionale di Olympic, USA.
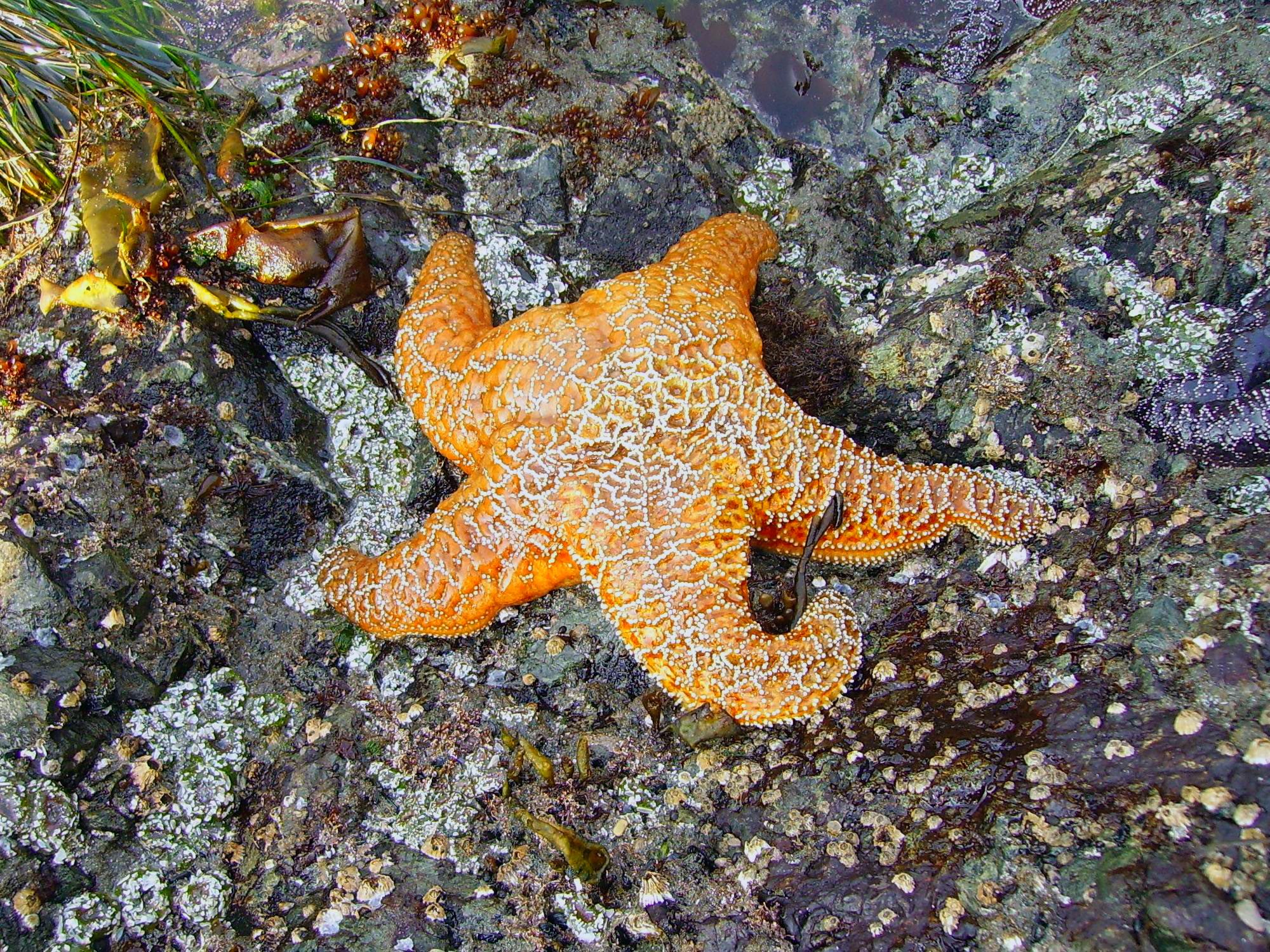
Una Pisaster ochraceus a Bamfield, Canada.
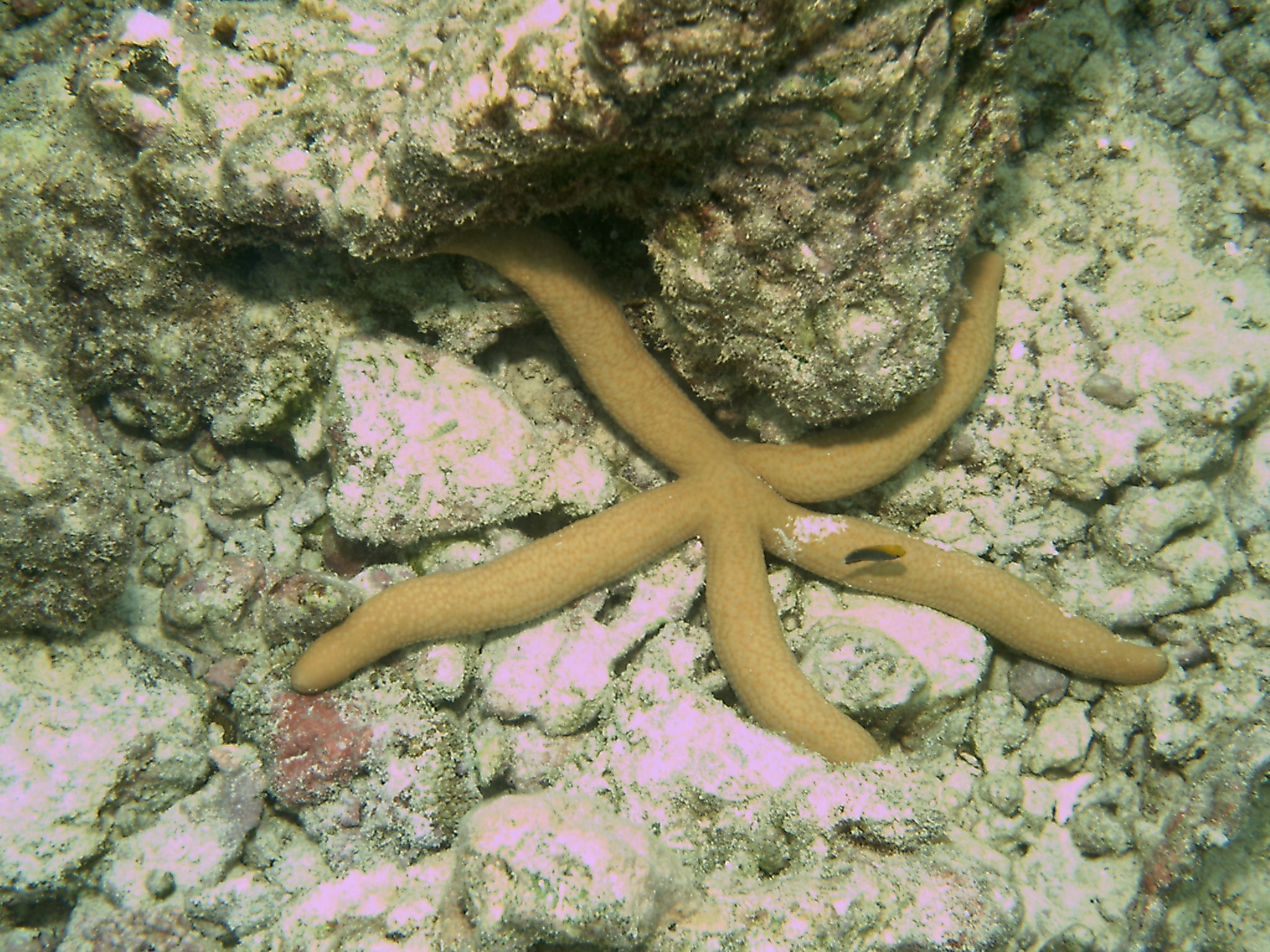
Linkia guildingi, a Meedhupparu, Maldive.
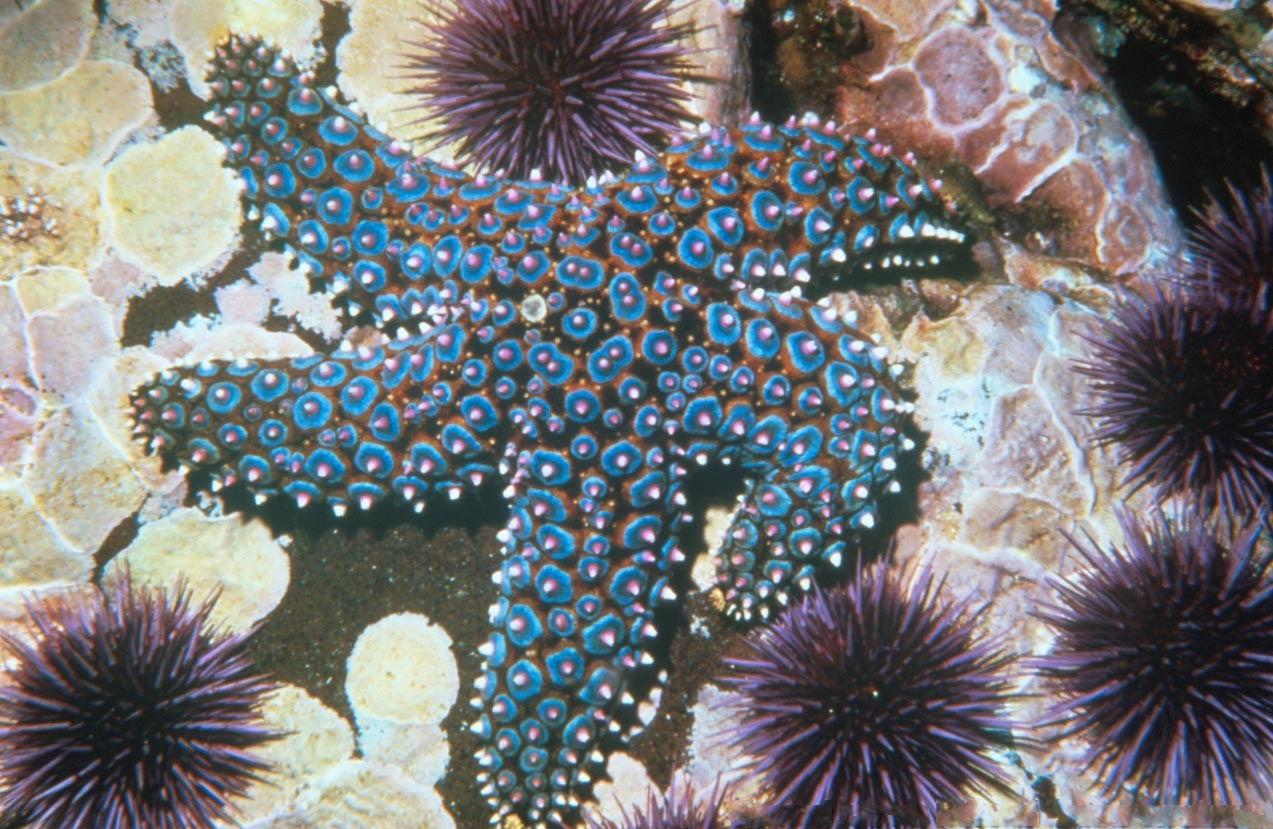
Pisaster giganteus, la stella marina gigante.
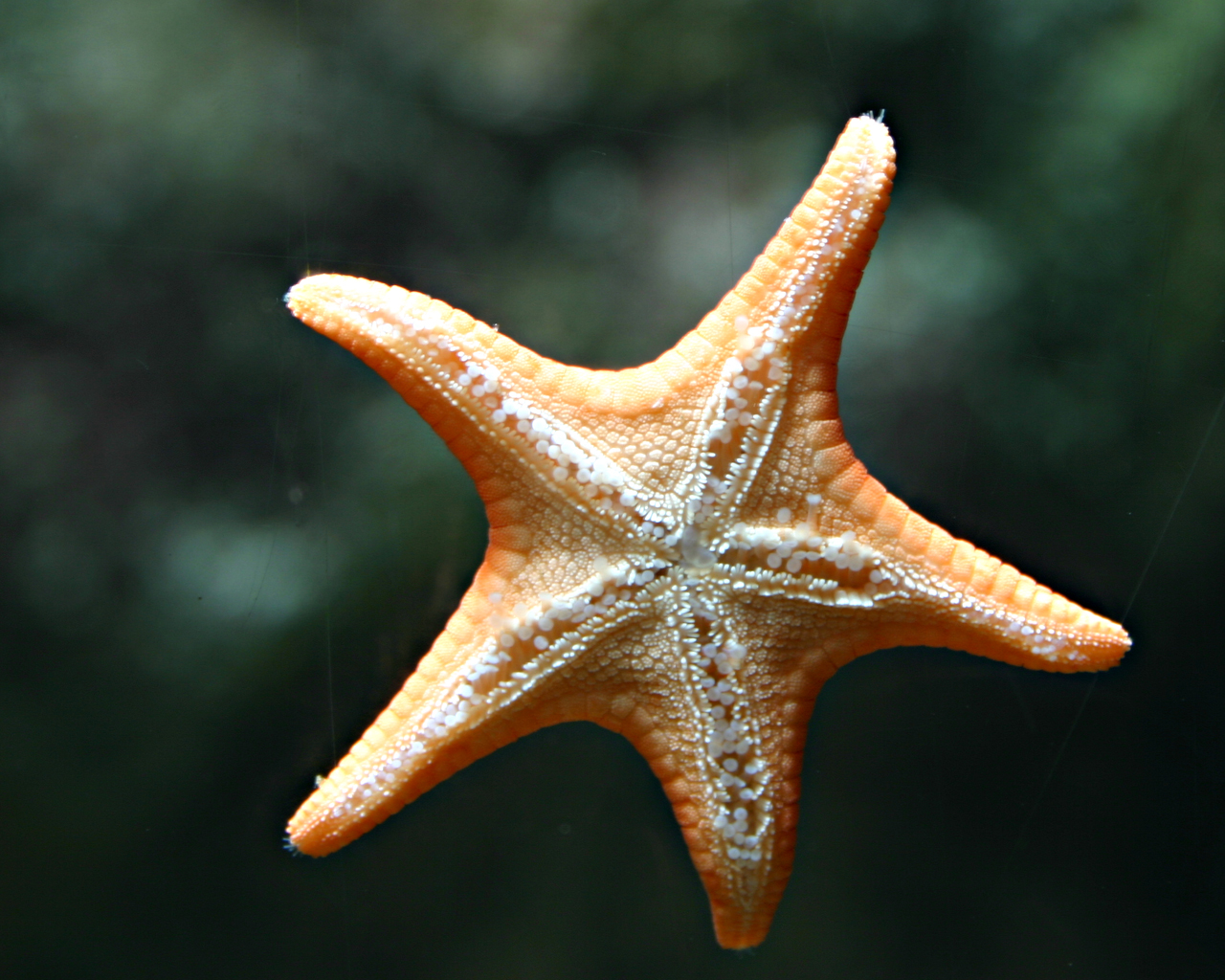
I piedi tubolari possono essere osservati in questa stella marina.
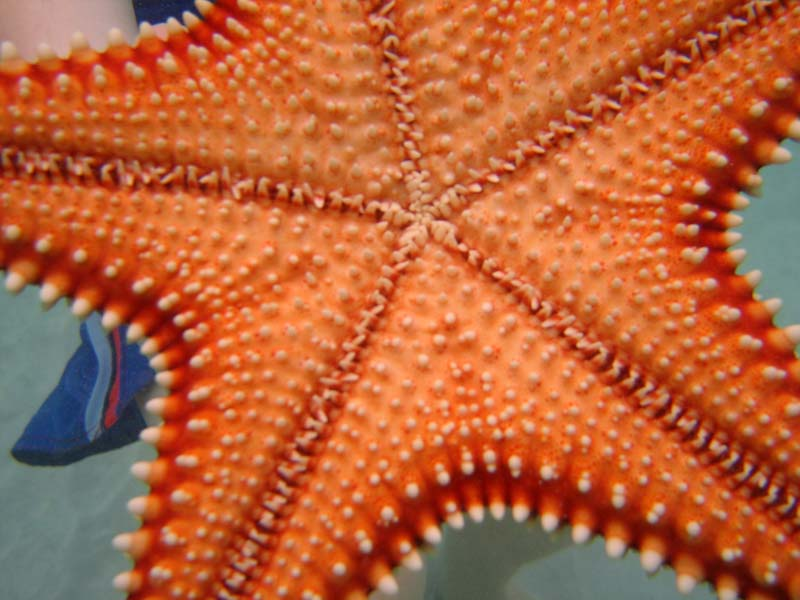
Stella marina caraibica (Oreaster reticulatus), Bahia de la Chiva, Vieques, Porto Rico.
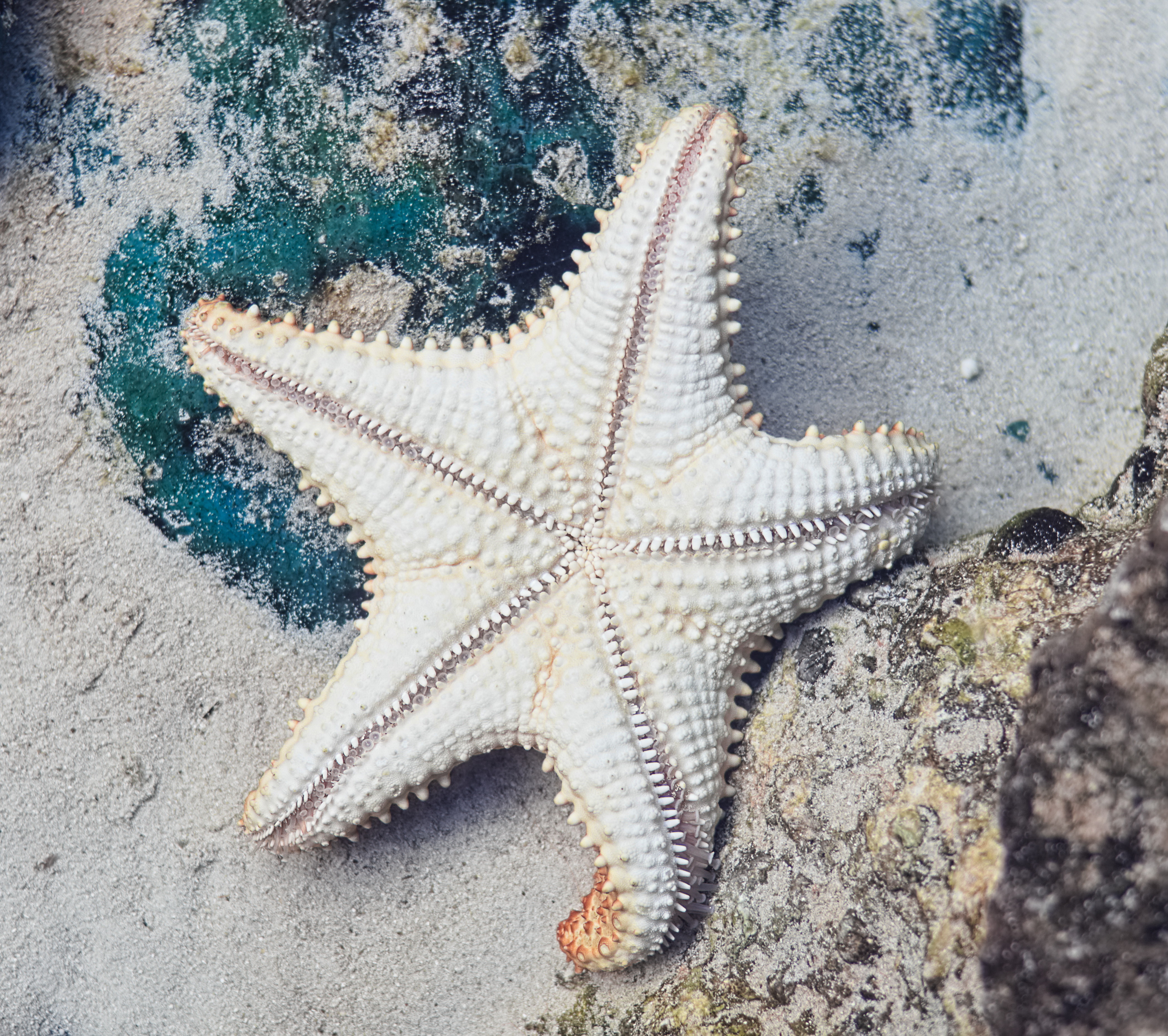
Stella marina caraibica (Oreaster reticulatus), Cancún, Messico.
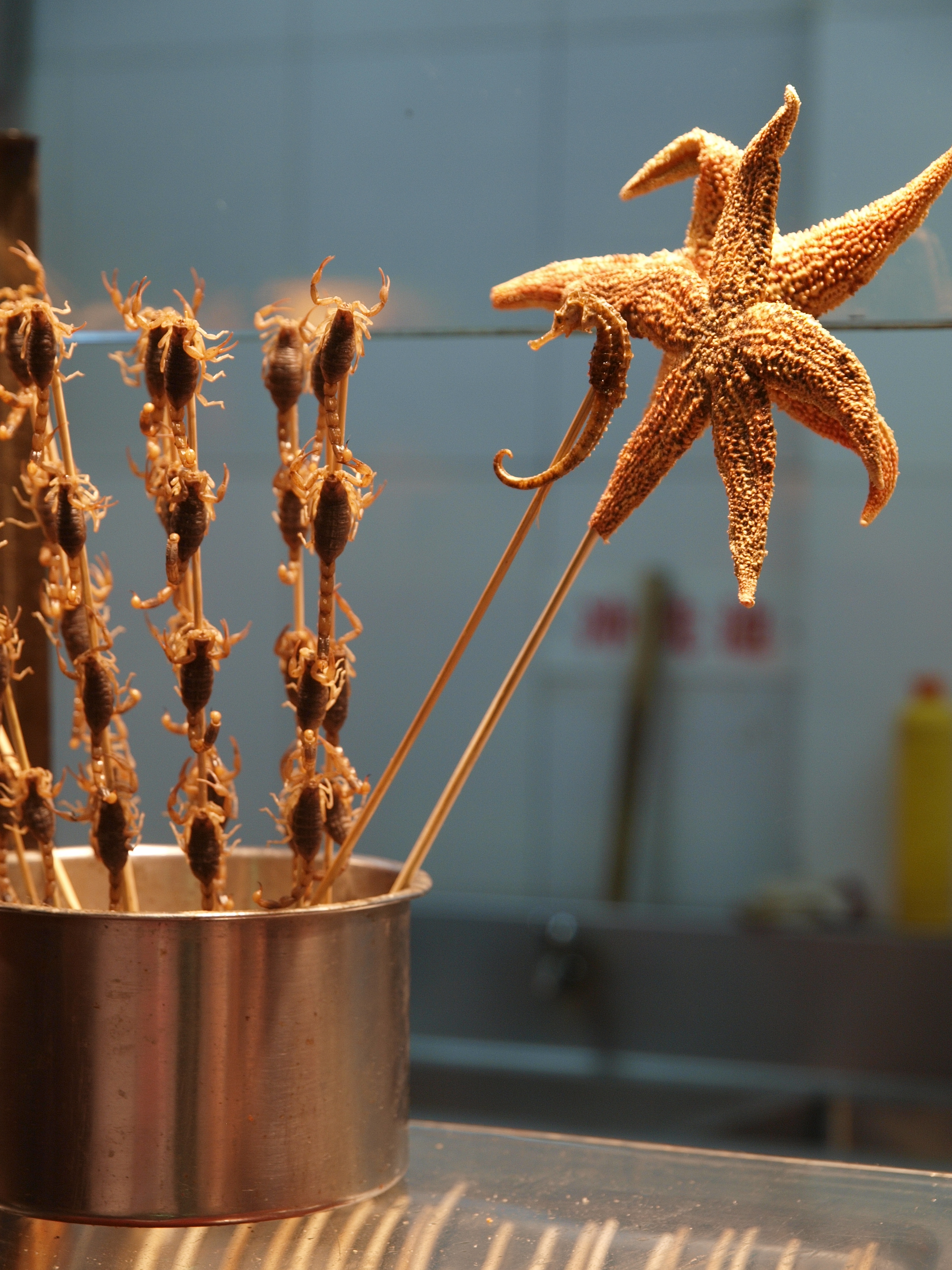
Spiedini di stelle marine, cavallucci marini e scorpioni come cibo in Cina.
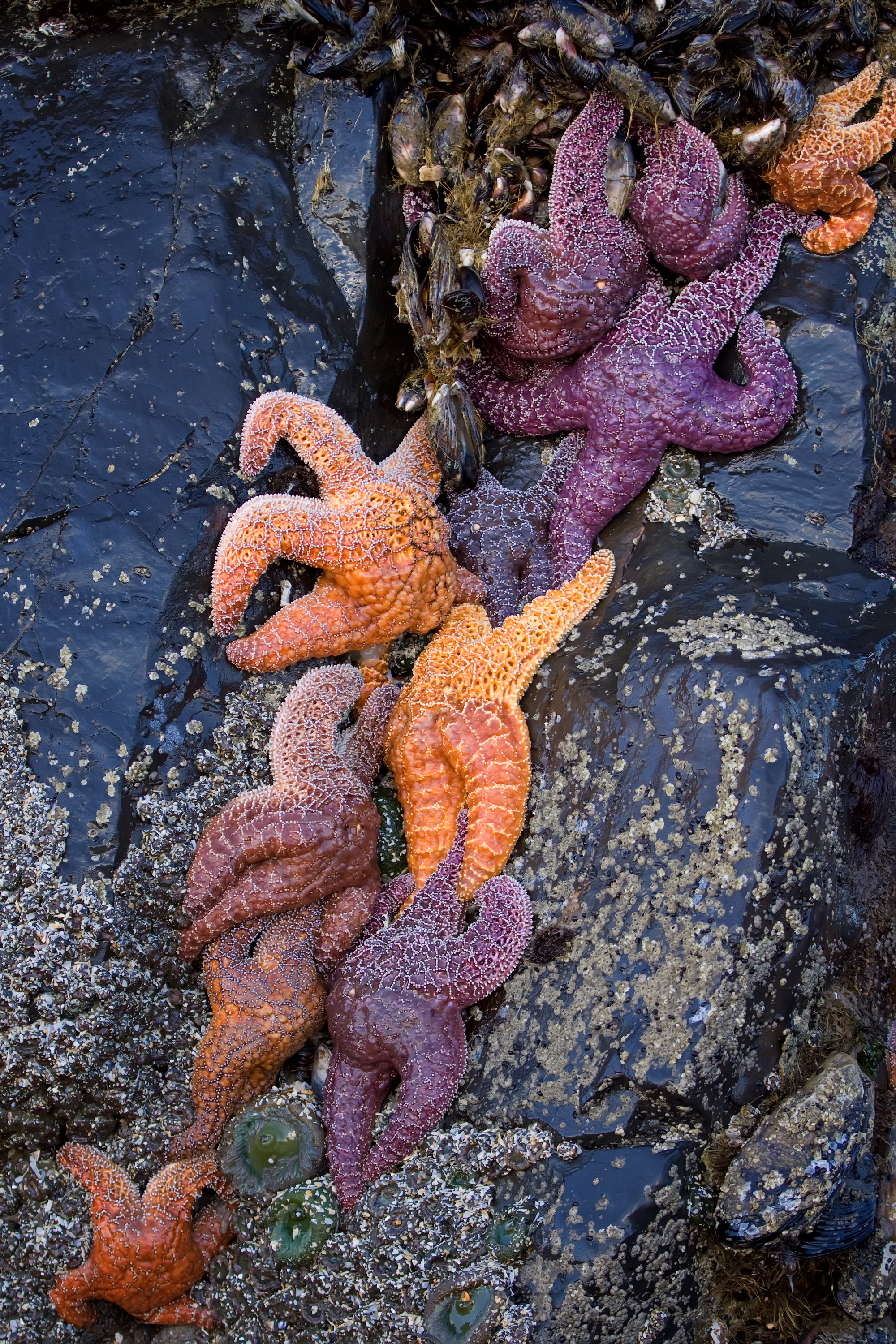
Oceano pacifico, Cannon Beach, Oregon, USA.